# Albrecht van Münsterberg
Albrecht I van Münsterberg-Oels ook bekend als Albrecht van Podiebrad (Kunětice, 3 augustus 1468 - Proßnitz, 12 juli 1511) was van 1498 tot 1511 hertog van Münsterberg-Oels en graaf van Glatz.

## Levensloop
Albrecht was de oudste zoon van hertog Hendrik van Podiebrad van Münsterberg-Oels, zoon van de Boheemse koning George van Podiebrad, en diens echtgenote Ursula van Brandenburg, dochter van keurvorst Albrecht Achilles van Brandenburg. 
In 1487 huwde hij met Salomea (1475/1476-1514), een dochter van hertog Jan II de Krankzinnige van Glogau. Ze kregen een dochter Ursula (1498-1545), die in 1517 huwde met Hendrik Riesenberg, een telg uit een Boheemse katholieke adellijke familie.  
Na de dood van zijn vader in 1498 erfden Albrecht en zijn jongere broers George I en Karel I het hertogdom Münsterberg-Oels en het graafschap Glatz, dat ze gezamenlijk bleven besturen. Ze hadden echter elk een eigen residentie: Albrecht in Glatz, George in Oels en Karel in Münsterberg. Wegens financiële problemen moesten de drie broers het graafschap Glatz in 1501 verkopen aan graaf Ulrich van Hardegg. Het huis Podiebrad zou deze titel echter blijven gebruiken tot aan het uitsterven van de dynastie in 1647.